# Tennis Canada

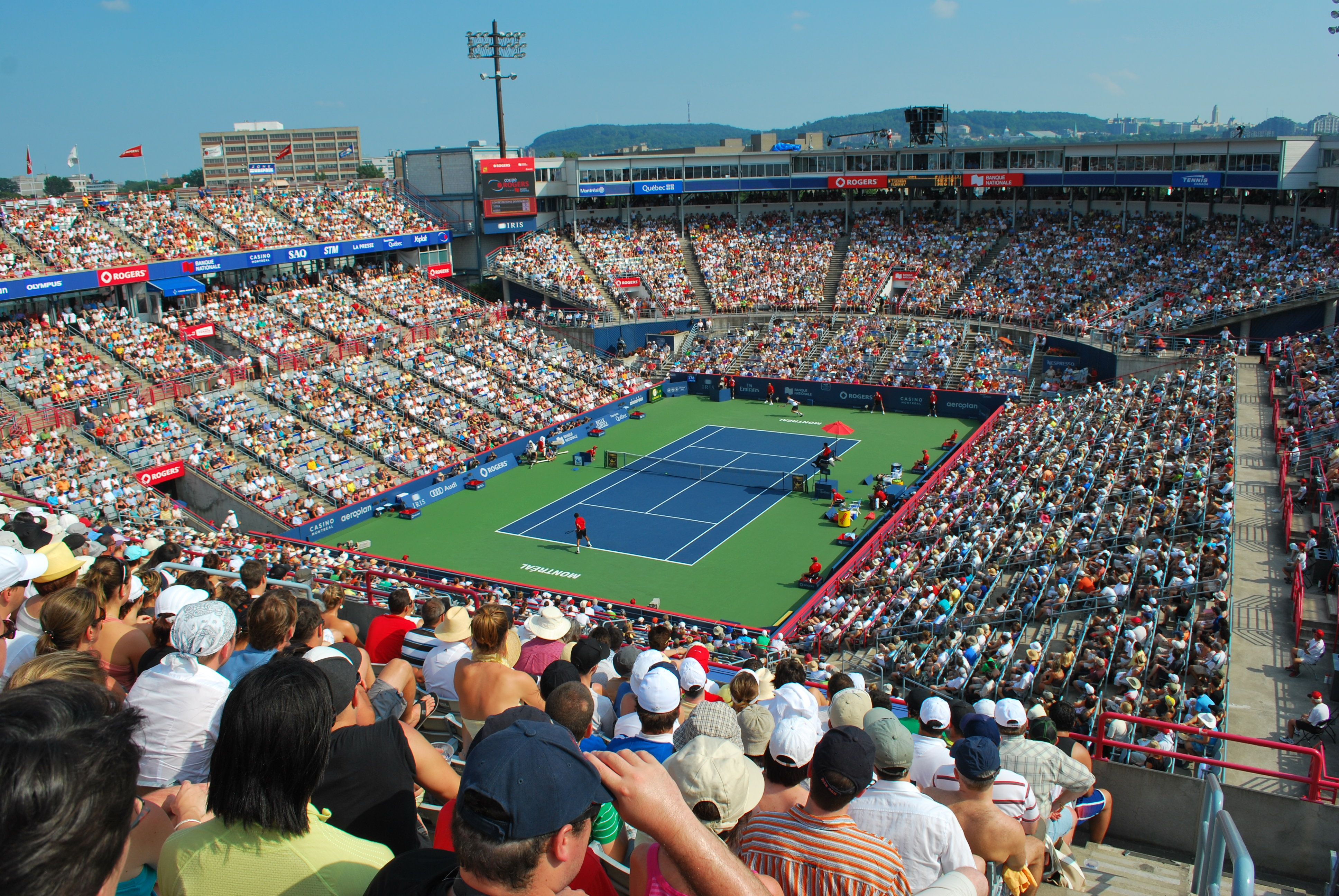
Rogers Cup semifinal 2009 på Uniprix Stadium.

Tennis Canada är Kanadas tennisförbund, och samarbetar med olika regional örbund och styr över truenringar och regler.  Förbundet ordnar också med en turnering i ATP Masters Series (Rogers Masters) och en WTA Tier I-turnering (Rogers Cup). Spelplatserna roterar mellan Montréal och Toronto.  Förbundet bedriver också Kanadas Davis Cup-lag och Kanadas Fed Cup-lag. Tennis Canada skapades 1890 och är full medlem i ITF. Tennis Canada verkar på överseende av Sport Canada, och är med i Canadian Olympic Association. Medlemskapet utgörs av 10 provinsförbund. Tennis Canada ansvarar direct för alla nationella och internationella tävlingar i Kanada, inklusive juniorer, seniorer och rullstolstennis. Man organiserar också Rogers Cup, en ATP World Tour Masters 1000-tävling samt en WTA Premier-tävling.

### Fotnoter
1. ↑  ”Tennis Canada Overview”. Arkiverad från originalet den 3 januari 2011. https://web.archive.org/web/20110103103650/http://www.lovemeansnothing.ca/about-tennis-canada/tennis-canada-overview. Läst 15 februari 2011.